# CIGS

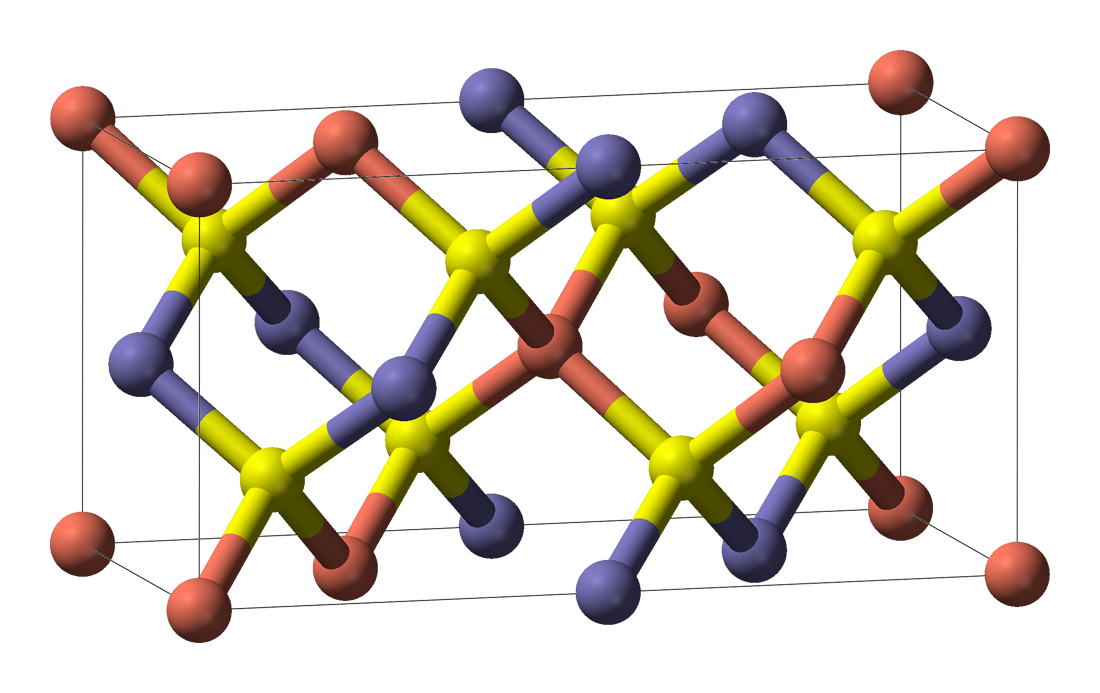
Célula de CIGS: rojo = Cu, amarillo = Se, azul = In/Ga

CIGS es el acrónimo en inglés de Copper indium gallium selenide (CuInGaSe2), un material semiconductor compuesto de Cobre, Indio, Galio y Selenio. Es utilizado sobre todo por su alta eficiencia fotovoltaica para construir paneles solares, y por su menor coste con respecto del Silicio Metalúrgico.